# Orale Haarleukoplakie
Die orale Haarleukoplakie (oral hairy leukoplakia, OHL) wird charakterisiert durch weißliche, streifige Veränderungen vor allem an den seitlichen Zungenrändern im Mund, die subjektiv keine Beschwerden verursachen. Die durch die orale Haarleukoplakie entstandenen Streifen an den Zungenrändern lassen sich nicht durch Wegwischen entfernen.
Die orale Haarleukoplakie tritt im Zusammenhang mit einer HIV-Infektion auf, kann aber auch Begleiterscheinung anderer immunsuppressiver Zustände sein. Daher kann die orale Haarleukoplakie unter antiretroviraler Therapie oder entsprechender Therapie der Immunsuppression zurückgedrängt werden oder verschwinden.
Auslösender Erreger der oralen Haarleukoplakie ist meist das Epstein-Barr-Virus.